# Arbeitsgericht Gemünd
Das Arbeitsgericht Gemünd war ein preußisches Arbeitsgericht mit Sitz in Gemünd.

## Geschichte
Gemäß Arbeitsgerichtsgesetz vom 23. Dezember 1926 wurden in Deutschland Arbeitsgerichte gebildet. Diese waren nur in der ersten Instanz organisatorisch selbstständige Gerichte, die Landesarbeitsgerichte waren den Landgerichten zugeordnet. Am Landgericht Aachen entstand so 1927 das Landesarbeitsgericht Aachen als eines von drei Landesarbeitsgerichten im Bezirk des Oberlandesgerichtes Köln. In Gemünd entstand das Arbeitsgericht Gemünd. Sein Sprengel umfasste die Bezirke der Amtsgerichte Blankenheim und Gemünd. Es bestand eine gemeinsame Kammer für Arbeiter und Angestellte und eine Kammer für Handwerk.
Nach der Besetzung Deutschlands durch die Alliierten wurden 1945 zunächst alle Gerichte geschlossen. Die ordentlichen Gerichte wurden schon bald wieder eröffnet, während die Arbeitsgerichte zunächst nicht wieder eingerichtet wurden, so dass arbeitsgerichtliche Streitigkeiten von den ordentlichen Gerichten erledigt werden mussten. Gemäß Kontrollratsgesetz 21 vom 30. März 1946 sollten in Deutschland Arbeitsgerichte aufgebaut werden. Das Arbeitsgericht Gemünd entstand dabei nicht neu.